# Maó
Maó (wym. kat. [maˈɔ]; hiszp. Mahón, wym. [maˈon]) – gmina oraz stolica Minorki – jednej z wysp archipelagu Balearów. Znajduje się tu głębokowodny port morski oraz port lotniczy, populacja miasta wynosi 26 tysięcy osób. U wejścia portu znajdują się trzy wyspy – Illa del Rei, Illa Plana i Illa Llatzaret.

## Historia

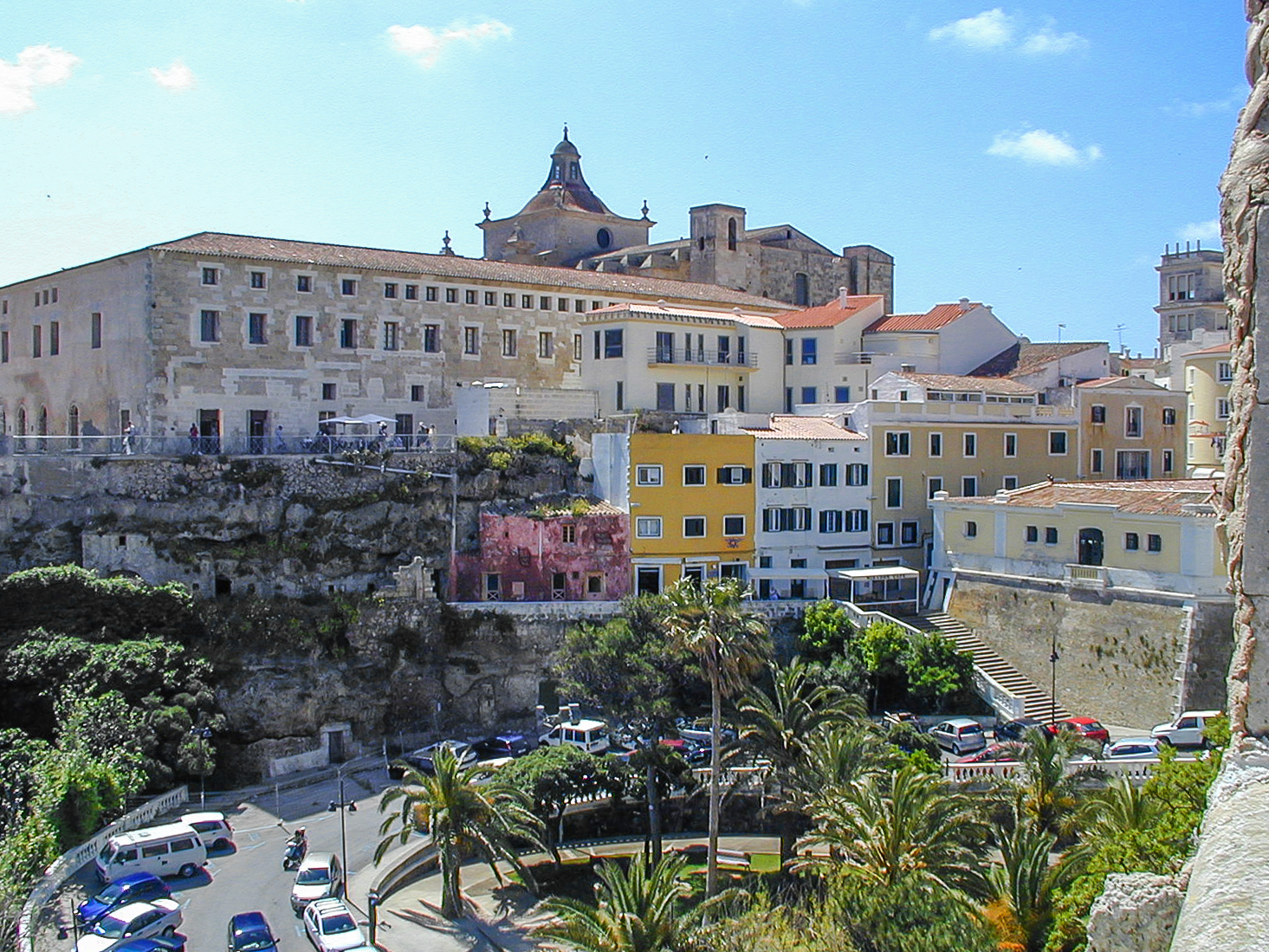
Historyczne centrum Maó

Uważa się, że nazwa miasta pochodzi od imienia brata Hannibala – Mago Barca, który podobno znalazł tu schronienie w 205 r. p.n.e. W roku 1287 miejscowość została odbita Maurom przez Alfonsa III i przyłączony do Królestwa Majorki. Jego port, niezmiernie ważny ze strategicznego punktu widzenia został wówczas przebudowany i umocniony.
Obecnie miasto jest siedzibą Rady Minorki (Consell Insular de Menorca). Pod koniec XX wieku historyczne centrum miasta poddane zostało renowacji dzięki dochodom z turystyki. Głównym placem miasta jest Plaça de s’Esplanada, gdzie znajduje się pomnik poświęcony wojnie domowej w Hiszpanii. Z historycznym centrum miasta łączy go główna ulica, Carrer ses Moreres.

## Nazwa
W 2012 roku głosami Partii Ludowej rada miasta przyjęła w miejsce nazwy Maó podwójny toponim Maó-Mahón, której dwa człony były wzajemnymi synonimami, choć w różnych językach (kat. Maó, hiszp. Mahón). Niespełna dziewięć lat później dokonano ponownej zmiany, nadając charakter oficjalny jedynie wariantowi katalońskiemu, Maó.

## Majonez
Znanych jest kilka wersji legendy wiążącej wprowadzenie majonezu, pod obecną nazwą, do kuchni francuskiej z miastem Mahón. Według jednej ma to związek z osobą marszałka Francji, księcia Louis François Armand du Plessis de Richelieu oraz odniesionym tam zwycięstwem nad siłami brytyjskimi w 1756 roku. Dla jego uczczenia marszałek miał tak właśnie nazwać stworzony wtedy przez siebie sos. Według innej wersji obrońcom obleganego przez Francuzów Mahón pozostały jedynie zapasy jaj i oliwy, a ich głównym pożywieniem miały się stać jaja na twardo przyprawiane sosem sporządzonym z mieszaniny jaj i oliwy. Gdy Francuzi zdobyli Mahón, zastali na stołach właśnie taką potrawę, w której również zasmakowali i którą później upowszechnili.

## Współpraca
- Cervia, Włochy